# Charles Le Brun
Charles Le Brun (Pariz, 24. veljače 1619. – Pariz, 12. veljače 1660.), francuski slikar.
Istaknuta je pojava u francuskom slikarstvu za Luja XIV. kada se formirao stil nazvan po tom vladaru. Radio je u Rimu i Parizu. Veliki je poklonik antičke kulture i talijanske renesanse. Slikao je historijske figuralne kompozicije, alegorije i portrete u patetičnom tonu glorifikatora. Bio je prvi kraljev slikar i jedan od osnivača Akademije i njezin direktor te organizator likovnog života i godinama je autoritativno davao smjer francuskoj umjetnosti.

## Vanjske poveznice

### Sestrinski projekti
|  | Zajednički poslužitelj ima još gradiva o temi Charles Le Brun |

### Mrežna sjedišta
- LZMK / Proleksis enciklopedija: Le Brun (Lebrun), Charles
- Encyclopædia Britannica: Charles Le Brun (engl.)
- Encyclopedia.com – Le Brun, Charles (1619–1690) (engl.)
- Web Gallery of Art: Le Brun, Charles (galerija slika)